# Digitalist Group
Digitalist Group Oyj est une entreprise de conseil en informatique et stratégie commerciale basée à Helsinki en Finlande.
Digitalist Group  est cotée à la Bourse d'Helsinki.

## Présentation
Digitalist Group propose à ses clients des services dans les domaines de la numérisation, des technologies de l'information et de la communication, du design, de la stratégie de marque, de l'innovation et de la gestion de la relation client,. 

## Organisation
En 2018, l'entreprise est implantée à San Francisco, Vancouver, Londres, Stockholm, Helsinki, Tampere et Oulu.
Les clients de la société sont, entre autres, Electrolux, Fortum,  Volvo Group, Honda, Kone, Honda, Volvo, Suunto, Finnair, Cargotec, Stockmann, Schneider, Valmet,  Nokia, Pfizer, Spotify, Carlsberg, BillerudKorsnäs (en) et City Cruises,,.

## Actionnaires
Au 29 février 2020, les cinq plus grands actionnaires du groupe Digitalist sont:
| Actionnaire              | Actions     | %     |
| ------------------------ | ----------- | ----- |
| 1. Turret Oy Ab          | 305 237 039 | 46,89 |
| 2. Holdix Oy Ab          | 164 358 406 | 25,25 |
| 3. Rosebloom Ventures Ab | 44 427 665  | 6,82  |
| 4. Elmtwig Holding Ab    | 12 901 841  | 1,98  |
| 5. Niclas Engsäll Ab     | 5 402 363   | 0,83  |

Environ 82%  groupe Digitalist appartient à la famille Ehrnrooth, qui est propriétaire des sociétés Turret Oy et Holdix Oy.